# Anqing
Anqing (安庆 ; pinyin : Ānqìng) est une ville du sud-ouest de la province de l'Anhui en Chine.

## Climat
Les températures moyennes pour la ville d'Anqing vont de +3,9 °C pour le mois le plus froid à +29,3 °C pour le mois le plus chaud, avec une moyenne annuelle de +17 °C (chiffres arrêtés en 1990), et la pluviométrie y est de 1353,5 mm (chiffres arrêtés en 1988).

## Démographie
Sa population est de 373 800 habitants.

## Économie
On y trouve un marché du thé.
Anqing possède un aéroport (code AITA : AQG).

## Culture et religions
Le diocèse catholique comptait 134 paroisses en 1949.

### Sites historiques
- Temple Yingjiang et pagode Zhenfeng

Le monastère bouddhiste situé au bord du fleuve Yang-Tsé a une longue histoire. Il comprend la pagode Zhenfeng, construite en 1570, et le temple Yingjiang, qui sont les monuments phare de la visite d’Anqing.

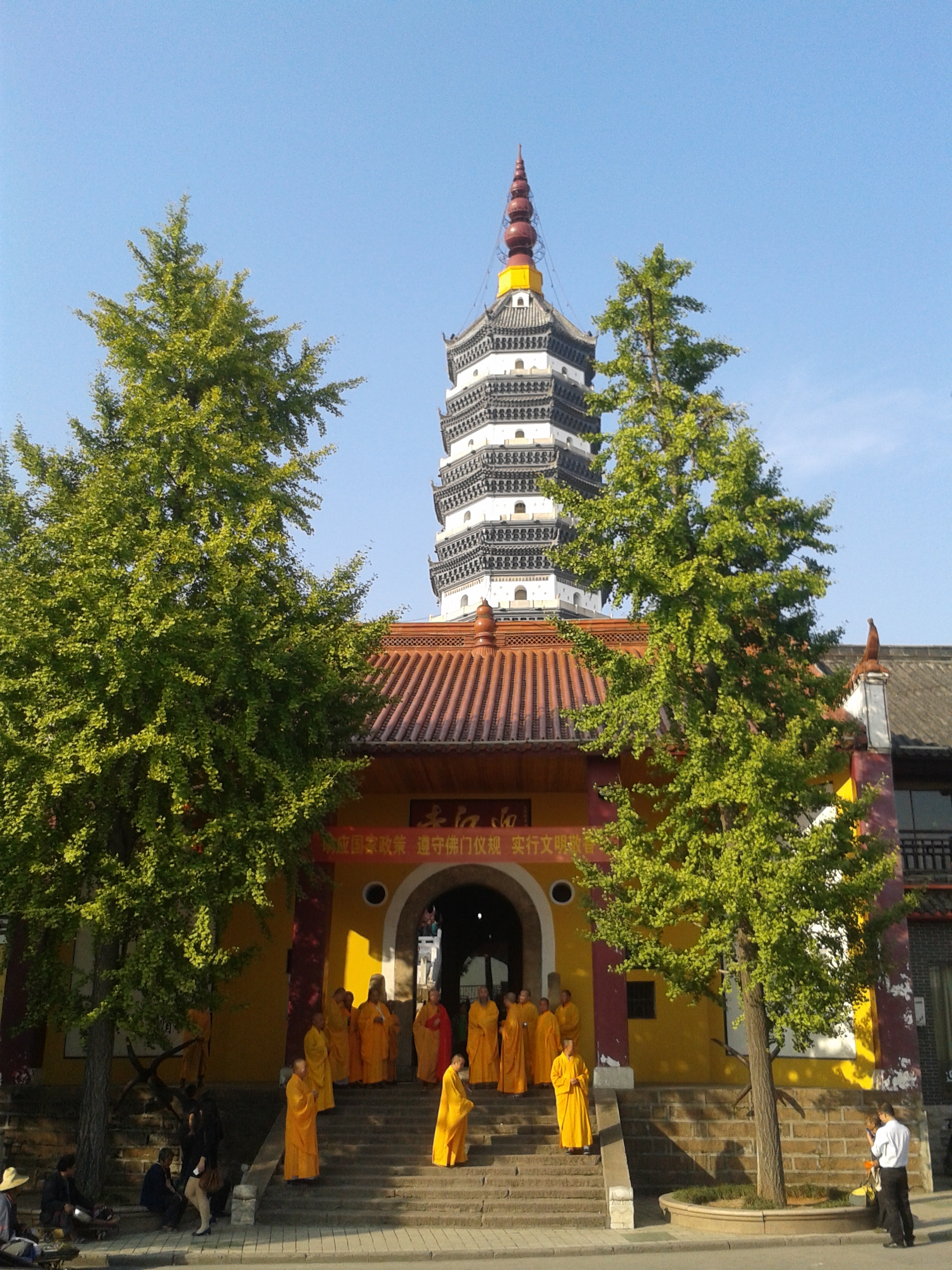
Entrée du monastère Yingjiang.

- Cathédrale du Sacré-Cœur-de-Jésus d'Anqing (en chinois : 安庆耶稣圣心主教座堂)

## Réseau routier
La route nationale 318 (ou G318), d'une longueur de 5 476 kilomètres, qui relie Shanghai à la frontière népalaise, traverse la ville.

## Subdivisions administratives
La ville-préfecture d'Anqing exerce sa juridiction sur onze subdivisions - trois districts, une ville-district et sept xian :
- le district de Yingjiang - 迎江区 Yíngjiāng Qū ;
- le district de Daguan - 大观区 Dàguān Qū ;
- le district de Yixiu - 宜秀区 Yíxiù Qū ;
- la ville de Tongcheng - 桐城市 Tóngchéng Shì ;
- le xian de Huaining - 怀宁县 Huáiníng Xiàn ;
- le xian de Zongyang - 枞阳县 Zōngyáng Xiàn ;
- le xian de Qianshan - 潜山县 Qiánshān Xiàn ;
- le xian de Taihu - 太湖县 Tàihú Xiàn ;
- le xian de Susong - 宿松县 Sùsōng Xiàn ;
- le xian de Wangjiang - 望江县 Wàngjiāng Xiàn ;
- le xian de Yuexi - 岳西县 Yuèxī Xiàn.